# Tennis polo
Il tennis polo o toccer è uno sport di squadra praticato con racchetta e palla simili a quelli da tennis. Questa disciplina atletica fu ideata dallo statunitense Ron Bronson nel 2002. Nel 2004 fu regolamentata una variante di questo sport chiamata viperball che si pratica in ambienti chiusi ossia indoor in inglese.

## Il gioco
Il rettangolo di gioco misura normalmente 120 iarde di lunghezza per 60 di larghezza (sebbene
possa essere usato un qualunque campo delimitato).
La porta, larga 6 piedi e alta 6 piedi, è all'interno dell'area di porta, un semicerchio di 15 piedi di raggio nel quale nessun giocatore può entrare tranne il portiere.
Ogni volta che la palla entra nella porta, la squadra totalizza un punto (goal).
Vince la partita la squadra che totalizza il maggior numero di goal.
La partita è suddivisa in tre tempi, ognuno di 12 minuti.
Se alla fine dei tre tempi le squadre sono in parità, viene giocato un tempo supplementare di otto minuti che termina quando una delle squadre segna (golden goal). Se nessuna squadra segna, la partita è dichiarata pari.
Le squadre in campo sono composte da nove giocatori.
I ruoli dei giocatori non sono definiti ufficialmente: generalmente ci sono difensori, centrocampisti e attaccanti, ma le posizioni non sono fissate.
Durante la partita sono consentite un numero illimitato di sostituzioni, che avvengono senza interrompere il gioco in maniera simile a quanto avviene nell'hockey su ghiaccio.
La partita incomincia con un colpo d'inizio: un giocatore tira la palla nel campo avversario e il gioco inizia quando la palla colpisce il terreno o viene toccata da un giocatore avversario.
I giocatori utilizzano la racchetta per colpire la palla, passarla o raccorglierla dal terreno. Le mani possono essere usate solo nei passaggi o per tirare con la racchetta verso la porta. Ad eccezione del portiere, quando un giocatore tiene in mano la palla non si può muovere.
Se la palla esce dal campo, il tempo non viene fermato ma il gioco riprende dal punto in cui è uscita la palla, con un colpo di uno dei giocatori avversari.

## L'attrezzatura
I giocatori di tennis polo utilizzano le stesse attrezzature del tennis. Caschetto protettivo e parastinchi sono facoltativi e la maggior parte dei giocatori non li indossano.